# Oblast de Pskov
L’oblast de Pskov (en russe : Пско́вская о́бласть, Pskovskaïa oblast) est une entité fédérale russe (oblast). Il partage des frontières avec l'Estonie et la Lettonie, tous deux membres de l'Union européenne, ainsi qu'avec la Biélorussie. Sa capitale administrative est la ville de Pskov et sa principale ville, Pskov mise à part (202 000 habitants), est Velikié Louki (104 000 habitants). Ses habitants sont appelés les Skobars.

## Géographie
L’oblast de Pskov, d'une superficie de 55 399 km2, est frontalier de l’oblast de Léningrad au nord,  de l’oblast de Novgorod à l’est, de l’oblast de Tver et de l’oblast de Smolensk au sud-est, de la région de Vitebsk en Biélorussie au sud, et de la Lettonie et l’Estonie à l’ouest. Au nord-ouest, l’oblast de Pskov s'adosse au lac Peïpous, qui est une frontière naturelle entre l'Estonie et la Russie. Le village le plus à l'ouest est Lavry.
L’oblast de Pskov appartient au versant de la mer Baltique, et plus précisément au bassin hydrographique de la Narva. Le principal affluent de la Narva est la Velikaïa, qui traverse l'oblast du sud au nord et se déverse dans le lac Peïpous. Le bassin hydrographique de la Velikaïa contient entièrement l'oblast à l'exception de plateaux mineurs au sud, à l'est et au nord-est. Les rivières du sud-est de l’oblast se jettent dans la Lovat, qui prend sa source en Biélorussie et traverse l’oblast de Pskov du sud au nord, avant de poursuivre son cours dans l’oblast de Novgorod. La Lovat est tributaire du lac Ilmen et se rattache au bassin de la Neva. La Chelon, qui s'écoule dans la moitié est de l’oblast, est tributaire du lac Ilmen. Enfin, certains versants de la moitié sud de l’oblast de Pskov se rattachent au bassin de la Daugava. Sur quelques kilomètres, le cours de la Daugava forme une frontière naturelle avec l’oblast de Tver.
La moitié nord de l’oblast est une plaine souvent marécageuse, à l'opposé des régions centrales et méridionales, au relief post-glaciaire. On y trouve de nombreux lacs, particulièrement dans la moitié sud de l’oblast. Derrière le lac Peïpous, le plus grand est le lac Jijitskoïe (ru), d'une superficie de 51,3 km2. Il s'étend au sud-est de l’oblast et draine le bassin versant de la Daugava.
L'une des principales ressources naturelles de l’oblast de Pskov est le bois d’œuvre. Les forêts occupent un tiers de la superficie de la région. Au 1er janvier 2005, les ressources en bois étaient estimées à 331 200 000 m3.

## Population et société

### Démographie
| 2002    | 2016    | 2021 | - | - |
| ------- | ------- | ---- | - | - |
| 760 810 | 646 374 | -    | - | - |

## Villes

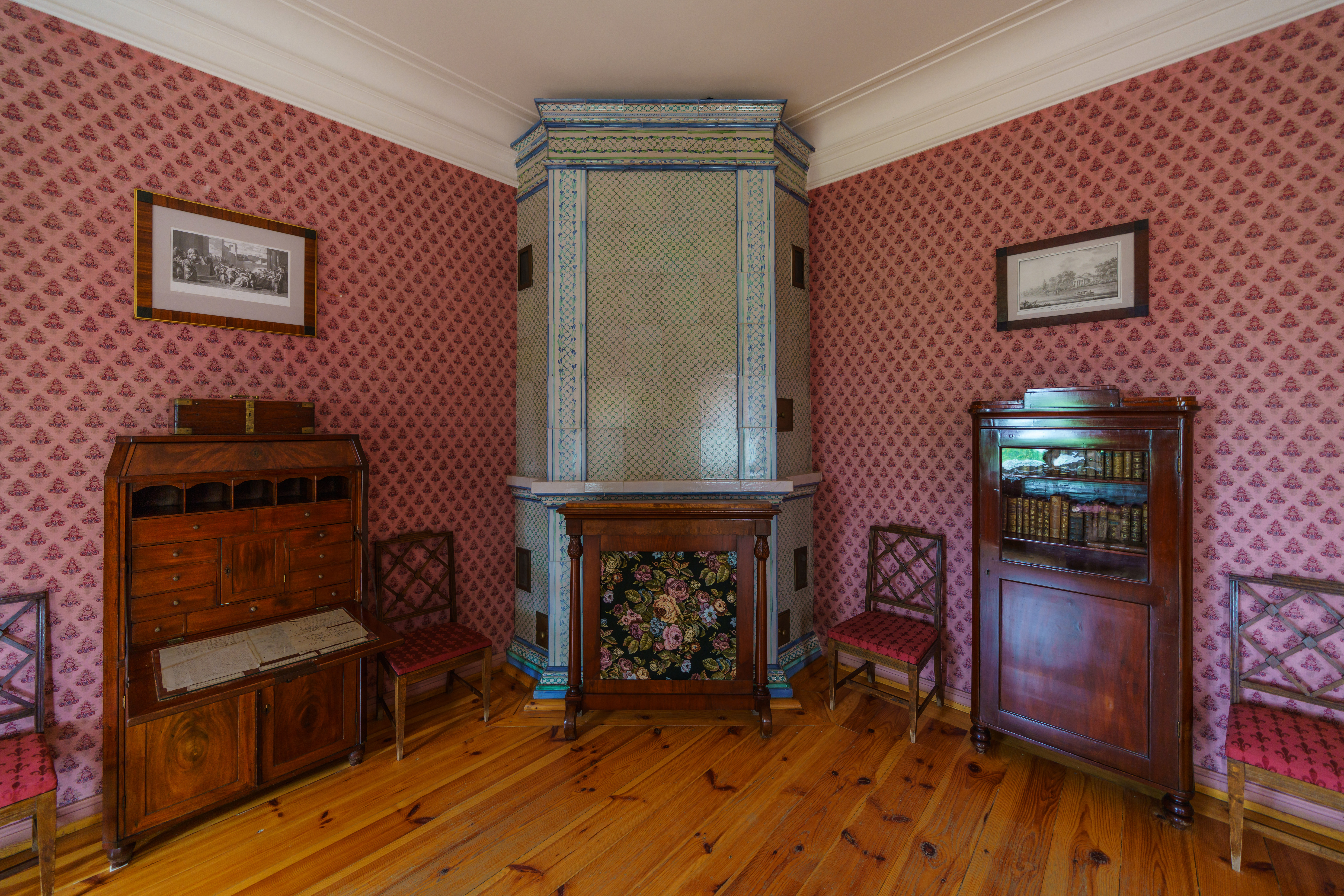
Un intérieur de maison à Pouchkinskie Gory.

| Ville             | Nom russe       | habitants (1er jan. 2005) |
| ----------------- | --------------- | ------------------------- |
| Pskov             | Псков           | 200 080                   |
| Velikié Louki     | Великие Луки    | 103 463                   |
| Ostrov            | Остров          | 24 516                    |
| Nevel             | Невель          | 17 824                    |
| Opotchka          | Опочка          | 13 611                    |
| Petchory          | Печоры          | 12 696                    |
| Porkhov           | Порхов          | 11 928                    |
| Dedovitchi        | Дедовичи        | 9 765                     |
| Dno               | Дно             | 9 704                     |
| Novossokolniki    | Новосокольники  | 9 463                     |
| Strougui-Krasnye  | Струги-Красные  | 8 739                     |
| Sebej             | Себеж           | 6 748                     |
| Pytalovo          | Пыталово        | 6 615                     |
| Pouchkinskie Gory | Пушкинские Горы | 6 056                     |
| Idritsa           | Идрица          | 5 615                     |
| Poustochka        | Пустошка        | 5 295                     |
| Gdov              | Гдов            | 4 949                     |
| Loknia            | Локня           | 4 813                     |
| Bejanitsy         | Бежаницы        | 4 779                     |
| Krasnogorodsk     | Красногородск   | 4 649                     |
| Novorjev          | Новоржев        | 4 050                     |
| Plioussa          | Плюсса          | 3 730                     |
| Kounia            | Кунья           | 3 437                     |
| Palkino           | Палкино         | 3 232                     |
| Ousviaty          | Усвяты          | 3 074                     |
| Sosnovy Bor       | Сосновый Бор    | 1 819                     |
| Krasny Loutch     | Красный Луч     | 1 440                     |
| Zapliousse        | Заплюсье        | 1 330                     |

| Année | Fécondité | Fécondité urbaine | Fécondité rurale |
| ----- | --------- | ----------------- | ---------------- |
| 1990  | 1,84      | 1,70              | 2,23             |
| 1991  | 1,67      | 1,53              | 2,08             |
| 1992  | 1,48      | 1,35              | 1,87             |
| 1993  | 1,29      | 1,18              | 1,59             |
| 1994  | 1,28      | 1,19              | 1,52             |
| 1995  | 1,24      | 1,14              | 1,51             |
| 1996  | 1,22      | 1,15              | 1,43             |
| 1997  | 1,20      | 1,13              | 1,39             |
| 1998  | 1,19      | 1,14              | 1,33             |
| 1999  | 1,11      | 1,08              | 1,21             |
| 2000  | 1,15      | 1,11              | 1,27             |
| 2001  | 1,24      | 1,19              | 1,40             |
| 2002  | 1,30      | 1,25              | 1,45             |
| 2003  | 1,35      | 1,30              | 1,52             |
| 2004  | 1,34      | 1,24              | 1,64             |
| 2005  | 1,28      | 1,17              | 1,64             |
| 2006  | 1,30      | 1,18              | 1,66             |
| 2007  | 1,40      | 1,27              | 1,83             |
| 2008  | 1,45      | 1,30              | 1,91             |
| 2009  | 1,50      | 1,38              | 1,87             |
| 2010  | 1,51      | 1,37              | 1,98             |
| 2011  | 1,54      | 1,38              | 2,09             |
| 2012  | 1,66      | 1,49              | 2,28             |
| 2013  | 1,68      | 1,49              | 2,41             |
| 2014  | 1,70      | 1,52              | 2,36             |
| 2015  | 1,74      | 1,72              | 1,85             |
| 2016  | 1,80      | 1,79              | 1,82             |
| 2017  | 1,57      | 1,56              | 1,62             |
| 2018  | 1,57      | 1,55              | 1,65             |
| 2019  | 1,47      | 1,47              | 1,49             |